# Xã Grant, Quận Custer, Nebraska
Xã Grant (tiếng Anh: Grant Township) là một xã thuộc quận Custer, tiểu bang Nebraska, Hoa Kỳ. Năm 2010, dân số của xã này là 61 người.